# Crassula cordifolia
Crassula cordifolia (Baker, 1890) è una pianta succulenta appartenente alla famiglia delle Crassulaceae, endemica del massiccio dell'Ankaratra, in Madagascar.
L'epiteto specifico cordifolia deriva dal latino cordus, ossia "cuore", e folia, foglia, con chiaro riferimento alla forma delle foglie della pianta.

## Descrizione
C. cordifolia è una pianta perenne formata da steli eretti, glabri, lunghi fino a 15 centimetri e scarsamente ramificati.
Le foglie, carnose e di colore verde, misurano tra 5 e 8 mm in lunghezza e hanno una caratteristica forma a cuore, dalla quale deriva il nome dalla pianta, presentando una base da connata ad amplessicaule, ovvero avvolta intorno allo stelo.
L'infiorescenza è una pannocchia, ampia circa 5–7 cm in diametro, che si sviluppa in posizione terminale, sorretta da un peduncolo lungo da 5 a 8 cm.
I fiori, fittamente disposti e pentameri, sono uniti all'infiorescenza attraverso un lungo pedicello e hanno sepali lunghi circa 4 mm, di forma ovato-lanceolata e di colore verde, con margine biancastro. I petali, lunghi circa 6–7 mm, hanno una forma oblunga ed un colore biancastro. Gli stami misurano circa 4 mm in lunghezza e portano delle antere dalla forma globulare.